# 泉村 (福岡県)
泉村（いずみむら）は、福岡県京都郡にあった村。現在の行橋市の一部にあたる。

## 地理
行橋平野のほぼ中央部に位置していた。
- 河川：今川、祓川、江尻川[1]

## 歴史

### 沿革
- 1889年（明治22年）4月1日 - 仲津郡羽根木村、竹田村、小犬丸村、崎野村、長江村、福富村（字石原田・ソトワを除く）、福原村（字下櫨山・石河・中原を除く）、竹並村、柳井田村、平島村、寺畔村（一部、字侍島・セセナキ・古コウ）、矢留村（一部、字池田・セセナキ）が合併して村制施行し、泉村が設立[1][2]。
- 1896年（明治29年）4月1日 - 郡の統合により京都郡に所属[1][3]。
- 1912年（明治45年）- 泉村耕地整理組合設立。竹並・柳井田・福原・福富・長江の耕地整理を1924年まで実施[1]。
- 1913年（大正2年）- 電灯点灯[1]
- 1923年（大正12年）- 崎野に福岡県農事試験場豊前園芸分場（現：福岡県農林業総合試験場豊前分場）開設[1]。
- 1954年（昭和29年）10月10日 – 京都郡行橋町、蓑島村、今元村、仲津村、今川村、稗田村、延永村、椿市村と合併し市制施行して行橋市を新設し廃止された[1][2]。

### 地名の由来
合併した全ての村が泉池（通称：カマワリ〔釜割〕の池）の水利により耕作を行っていることによる。

## 産業
- 1943年（昭和18年）- 岡野パルプ行橋工場操業（福富）[1]
- 1953年（昭和28年）- 髙圧機工（現：スペロ機械工業）操業[1]

## 交通

### 鉄道
- 1895年（明治28年）- 豊州鉄道（現平成筑豊鉄道田川線）開通[1]
- 1897年（明治30年）- 豊州鉄道（現日豊本線）開通[1]

### 道路
- 1933年（昭和8年） - 国道（現国道10号）開通[1]

## 教育
- 1908年（明治41年）- 崎野に京都郡立農学校（現：福岡県立行橋高等学校）新築移転[1]。
- 1948年（昭和23年）- 福富に泉中学校（現行橋市立泉中学校）開校。